# روضه، حماة
روضه (به عربی: الروضة) یک روستا در سوریه است که در ناحیه حربنفسه واقع شده‌است. روضه ۴۷۹ نفر جمعیت دارد.